# Fortaleza de São João Batista do Pico

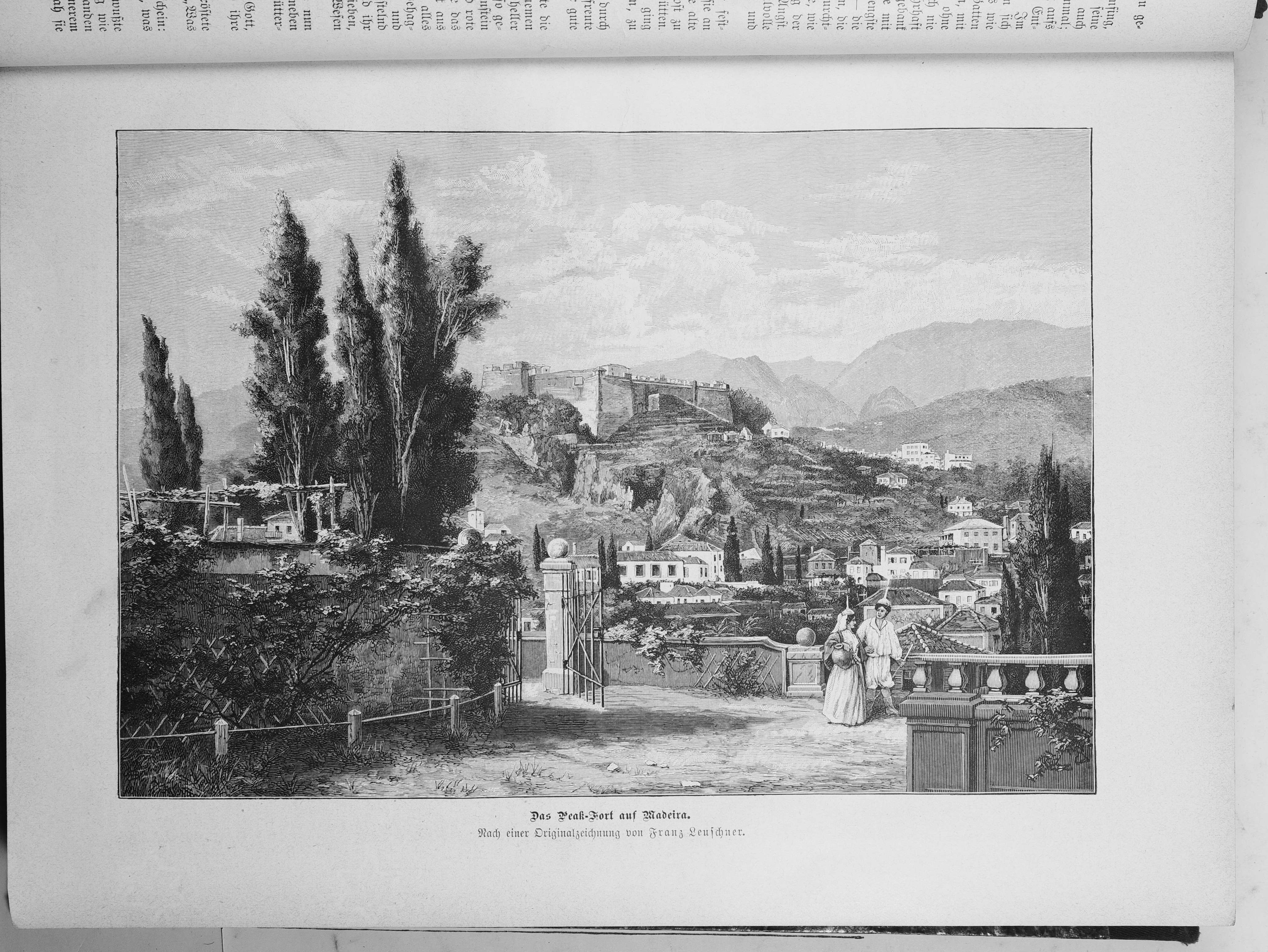
Vista do Funchal. Ao fundo a Fortaleza de São João Baptista ("Die Gartenlaube", 1895.)

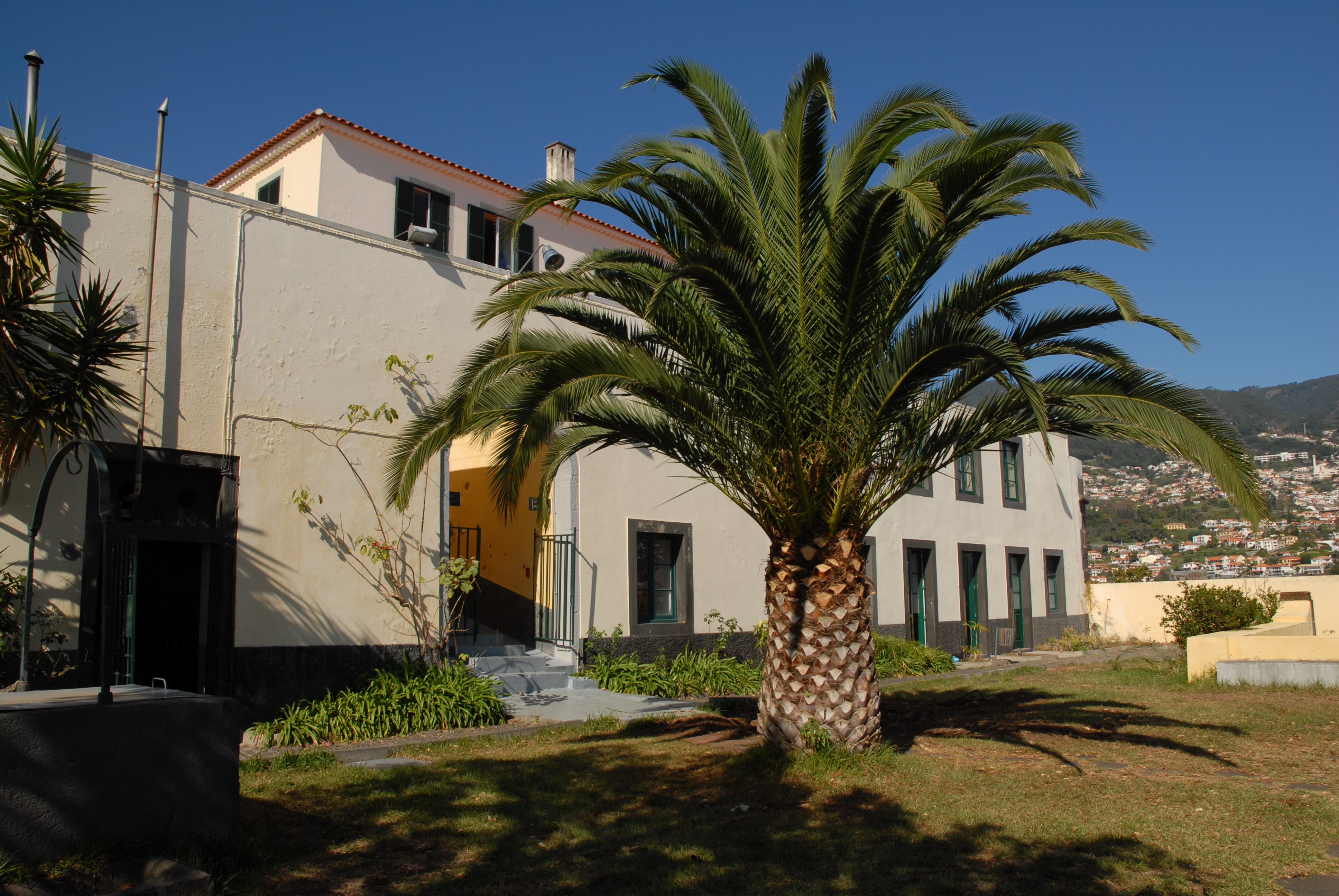
Fortaleza do Pico: aspecto do interior.

A Fortaleza de São João Baptista do Pico, popularmente referida apenas como Fortaleza do Pico, localiza-se no chamado Pico dos Frias, na freguesia de São Pedro, concelho do Funchal, na Região Autónoma da Madeira.
Um dos "ex-libris" da ilha, esta fortaleza foi erguida  no contexto da Dinastia Filipina, em posição dominante sobre o Picos dos Frias, como parte integrante do sistema defensivo da cidade do Funchal contra os ataques de corsários e piratas, frequentes nesta região do oceano Atlântico à época. Do alto de seus muros, os visitantes podem desfrutar de um dos melhores panoramas da cidade e porto do Funchal.

## História
Padrasto à cidade do Funchal e à própria Fortaleza de São Lourenço, o pico dos Frias e a nascente de água que ali existia, havia sido adquirido às freiras de Santa Clara pela Companhia de Jesus, que ali instalara uma pequena residência de recreio, para além de terem canalizado as águas da nascente para o seu Colégio no Funchal. Desde 1590 existia um projeto de Mateus Fernandes (III) para uma fortificação no Pico, mas devido à resistência dos padres da Companhia, o mesmo não havia se materializado.
Os registos mais antigos acerca da sua construção datam de 1600, época em que Cristóvão Falcão de Sousa foi nomeado governador para a Madeira. Em finais de 1601, enviou a Lisboa o Sargento-mor do Funchal, Roque Borges de Sousa, com uma planta da nova fortificação. Com o regresso do Sargento-mor ao Funchal, tiveram início as obras, então somente em madeira, estando guarnecida já em inícios de 1602, do que muito se queixaram os Jesuítas então a Lisboa.
O "Elucidário Madeirense" refere que o seu primeiro Condestável foi Francisco de Sousa, nomeado em 1624, com o ordenado de 24$ anuais e duas pipas de vinho. Nos anos seguintes, a fortaleza foi sendo passada a pedra e cal, sob a orientação de Jerónimo Jorge. Sob a invocação de São Filipe, as suas obras estariam concluídas já em 1632, de acordo como uma inscrição epigráfica sobre o Portão de Armas. Os trabalhos prosseguiram até 1640, de acordo com outra inscrição, que transcreve:
"O governador Luiz de Miranda Henriques Pinto fez o terço do baluarte [de] S. Paulo e quasi toda a cortina que pega ao baluarte [de] S. João e a cisterna com seus bocais e corpo da guarda rotos na rocha e o revelim da porta e as quatro casas dos armazéns da primeira praça, rotos na rocha e o princípio dos outros armazéns e terraplenos desta primeira praça."
A cisterna apresenta a data de 1639 no murete, datando também da gestão daquele governante.
Após a Restauração Portuguesa, em 1642 era tenente da fortaleza Francisco de Mesa, que posteriormente alcançaria o posto de Sargento-mor da Madeira. Ao final desse ano, o tenente recebeu para azeite e lenha da casa da guarda. Foi sucedido no cargo por Benedito Catalão, da anterior guarnição filipina, "por me haver servido há mais de vinte anos", de acordo com o despacho de João IV de Portugal.
No contexto da Guerra da Restauração foram concluídos os baluartes, assim como a Capela de São João Baptista, que rebatizou a praça. Data deste período iconografia de autoria de Bartolomeu João, que a retrata em 1654 apenas com as muralhas e com as edificações interiores ainda em obras. Esta etapa construtiva terá sido a mais complexa, nomeadamente no ângulo dos baluartes de São Paulo e de São João, de altura monumental.
Ao longo do século XVIII foi objecto de outras alterações, tendo sido nomeado em 1751 como seu comandante o Capitão-cabo Rodrigo da Costa Almeida. Neste período, as suas dependências funcionaram como armazém de pólvora e como prisão. De acordo com o "Elucidário", em 1770 aqui foram recolhidos os rapazes vadios do Porto Santo para aprenderem ofícios nas oficinas da fortaleza, nas modalidades de latoaria, ferraria, folha-de-flandres, armaria e coronharia. A mesma fonte complementa que estas oficinas conheceram grande incremento em 1802, sob a fiscalização do sargento-mor, ali tendo sido confeccionadas três espingardas com coronhas de diferentes madeiras da ilha, para instrução de Suas Altezas Reais.
Quando do grande aluvião de 1803 todas as famílias desabrigadas foram recolhidas à Fortaleza do Pico, que se encheu de barracas de campanha, armadas nas esplanadas.
No contexto da Guerra Civil Portuguesa (1828-1834), em 1833 a fortaleza passou a denominar-se Forte de São Miguel. Com o final do conflito e a vitória dos Liberais, em 1834 retomou a sua antiga designação.
Quando da visita de Carlos I de Portugal e sua esposa à ilha (1901), a antiga artilharia do forte salvou em sua homenagem, causando os tiros danos às vidraças das habitações entretanto construídas nas suas vizinhanças.
Em meados do século XX o antigo forte passou para a esfera da Marinha Portuguesa para ali ser instalado o Posto Rádio Telegráfico do Funchal, que posteriormente passou a se designar Estação Rádio Telegráfica Naval do Funchal. Com as inúmeras antenas então levantadas, a população passou a designá-la por "Pico Rádio".
Declarada Imóvel de Interesse Público em 1943, actualmente encontra-se guarnecida por militares da Armada Portuguesa, apresentando uma sala-museu que pode ser visitada diariamente.

## Características
O recinto da fortaleza, em forma de cidadela a uma altitude de 111 metros acima do nível do mar, ocupa uma área de 2.750 metros quadrados.
Em seu interior destaca-se a grande cisterna escavada na rocha e em abóbada sobre a bateria principal, com as dimensões de 18 metros de comprimento, 6 metros de largura e 10 metros de altura até ao fecho.